# سيلفانا بامبانيني
سيلفانا بامبانيني (بالإيطالية: Silvana Pampanini)‏ ‏(25 سبتمبر 1925 - 6 يناير 2016) هي مُمثلة إيطالية. اشتُهرت بعد مُشاركتها بملكة جمال إيطاليا سنة 1946، ثم بدأت مسيرتها الفنية بالتمثيل. كانت من أشهر نجمات السينما الإيطالية في فترة ما بعد الحرب العالمية في خمسينات وستينات القرن العشرون، وشاركت بأكثر من خمسين فيلماً خلال مسيرتها الفنية.
كانت تُعتبر أيقونة للجمال الإيطالي خلال فترة شهرتها.

## أعمالها
- وا إسلاماه (1962)

## روابط خارجية
- سيلفانا بامبانيني على موقع IMDb (الإنجليزية)
- سيلفانا بامبانيني على موقع مونزينجر (الألمانية)
- سيلفانا بامبانيني على موقع ألو سيني (الفرنسية)
- سيلفانا بامبانيني على موقع أول موفي (الإنجليزية)
- سيلفانا بامبانيني على موقع قاعدة بيانات الأفلام السويدية (السويدية)
- سيلفانا بامبانيني على موقع قاعدة بيانات الفيلم (الإنجليزية)
- سيلفانا بامبانيني على موقع كينوبويسك (الروسية)